# Большое Пирогово
Большое Пирогово — деревня в Спасском районе Рязанской области. Входит в Заречинское сельское поселение.

## География
Находится в центральной части Рязанской области на расстоянии приблизительно 19 км на юг-юго-запад по прямой от районного центра города Спасск-Рязанский на правом берегу реки Проня.

## История
Деревня была отмечена на карте еще 1840 года. На карте 1850 года показана как поселение с 66 дворами. В 1859 году здесь (тогда деревня Спасского уезда Рязанской губернии) было учтено 75 дворов, в 1897—158.

## Население
Численность населения: 654 человека (1859 год), 1108 (1897), 12 в 2002 году (русские 92 %), 9 в 2010.